# Бреттон-Вудс (Нью-Гэмпшир)
Бреттон-Вудс (англ. Bretton Woods) — горный курорт в штате Нью-Гэмпшир, на северо-востоке США.
Место известно, прежде всего тем, что здесь в июле 1944 года состоялась Валютно-финансовая конференция Организации Объединённых Наций, получившая название Бреттон-Вудская конференция. Именно на этой конференции были заложены основы Бреттон-Вудской валютной системы, были приняты решения о создании Международного валютного фонда и Всемирного банка.
Бреттон-Вудс расположен вдоль автомагистрали Route 302, в 5 милях (8,0 км) к востоку от городка Туин-Маунтин и в 20 милях (32 км) к северо-западу от города Бартлетт.
Бреттон-Вудс окружен лесным заповедником «Белая гора» (англ. White Mountain National Forest) и расположен у подножия горы Вашингтон высотой 1917 метров. На вершину горы ведёт зубчатая железная дорога, сооружённая в 1866—1869 годах.
Самым значительным зданием является отель «Маунт Вашингтон» (англ. Mount Washington Hotel), который был построен в 1902 году. Возле отеля расположено поле для игры в гольф.
Место популярно для занятия зимними видами спорта. Имеются горнолыжные трассы, оборудованные подъёмниками, и трассы для равнинных лыж.

## Галерея

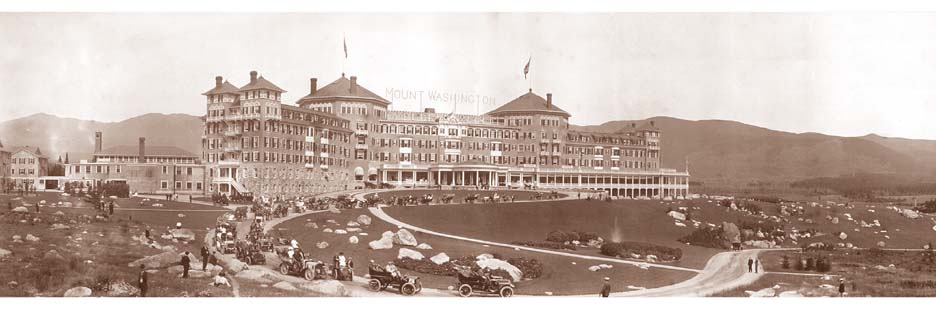
Отель «Маунт Вашингтон» (1905)
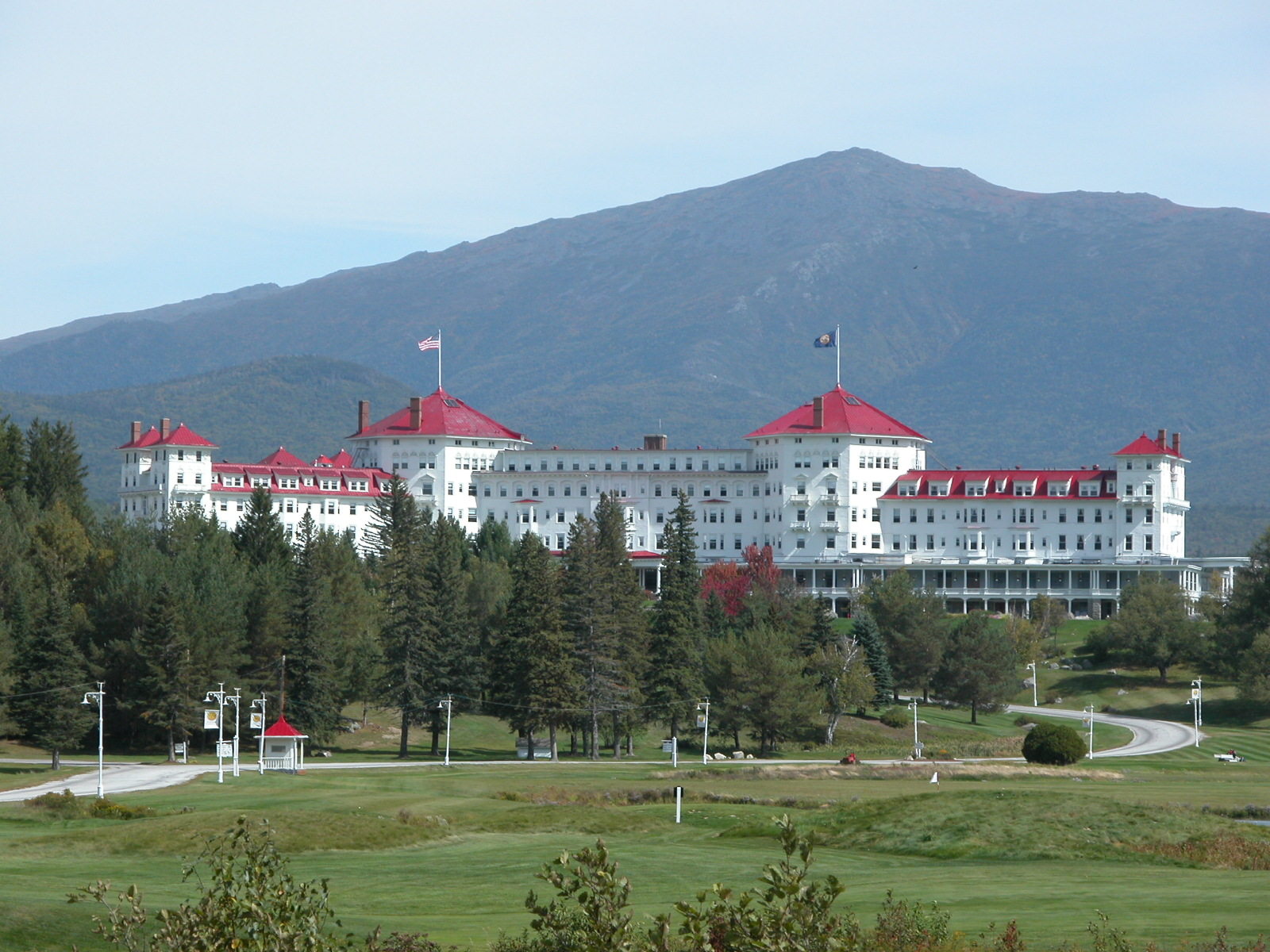
Отель «Маунт Вашингтон» (2003)
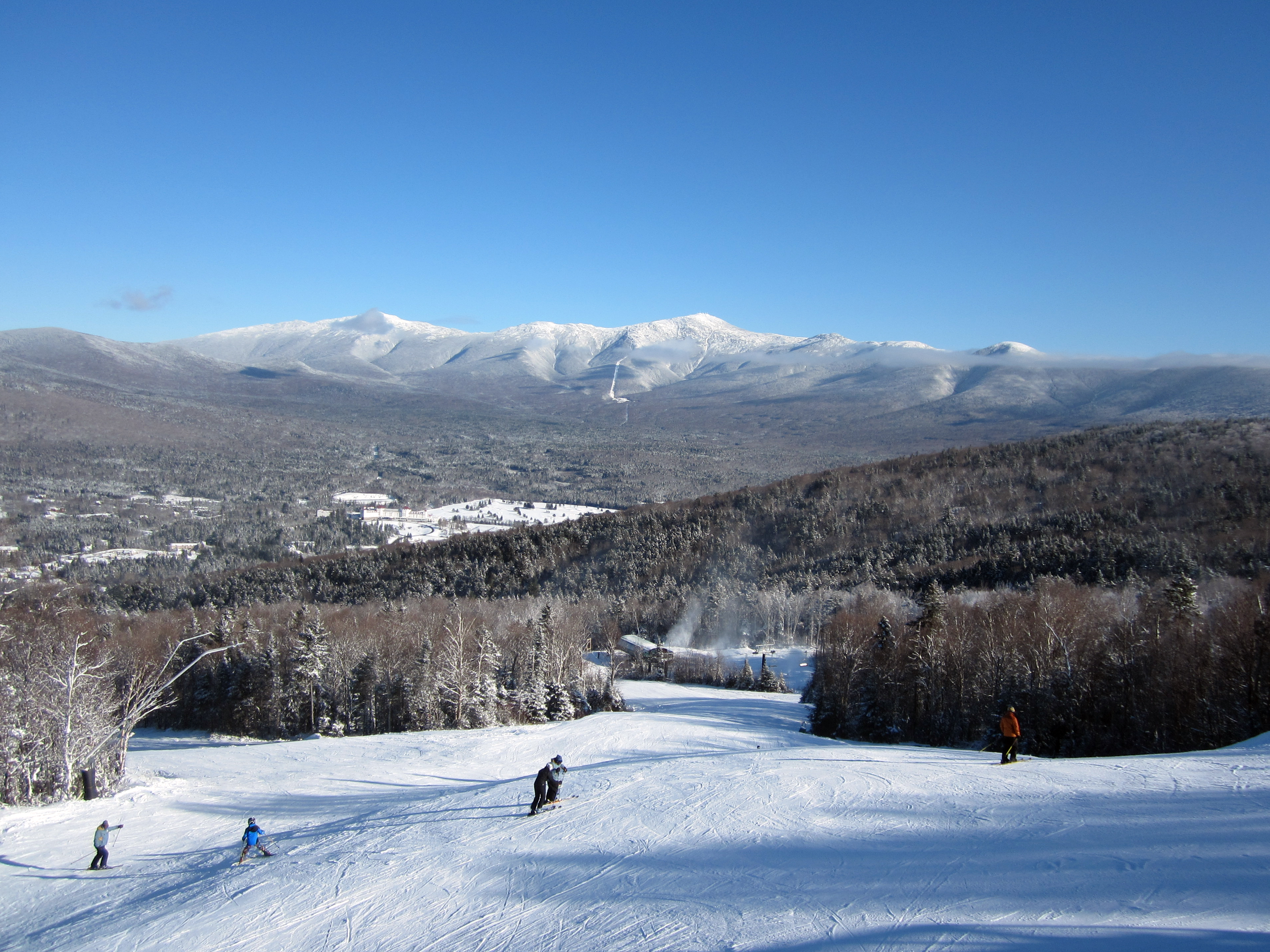
На лыжных трассах Бреттон-Вудса. На заднем плане гора Вашингтон